# Giorgio di Gallipoli
Giorgio di Gallipoli (Gallipoli, XIII secolo – ...) è stato un poeta in lingua greca e cartofilace bizantino del XIII secolo.

## Biografia
Non molto si sa della sua vita, se non che era nato a Gallipoli, in Puglia, e che di professione era cartofilace, ossia archivista della diocesi locale appartenente alla Chiesa greca ortodossa. Apparteneva a un gruppo di poeti di lingua greca che gravitavano attorno al Monastero di San Nicola di Casole.
In politica era ghibellino, appassionato fautore di Federico II di Svevia, polemico verso la Chiesa latina di cui deplorava la corruzione.

## Opere
Scrisse delle poesie civili e religiose, fra cui epigrammi. La sua composizione più nota è "Colloquio della città di Roma con l'imperatore Federico II", un carme in versi giambici dedicato a Federico II, in cui la personificazione di Roma deplora il decadimento dell'Urbe, la corruzione della Chiesa latina. Roma, augurandosi che Federico II purifichi la Chiesa di Roma, esalta la magnanimità e il valore dell'imperatore svevo. Un altro carme vicino alla politica di Federico II costituisce una feroce invettiva contro la città di Parma colpevole di essersi ribellata a Federico. Scrisse anche un carme in onore dell'imperatore bizantino Giovanni III Vatatze.